# Corin Nemec
Corin Nemec, pseudonimo di Joseph Charles Nemec IV (Little Rock, 5 novembre 1971), è un attore statunitense, principalmente noto per aver interpretato Parker Lewis nell'omonimo telefilm e Jonas Quinn nella serie televisiva di fantascienza Stargate SG-1.
Ne 1994 ha interpretato la parte di Harold Lauder nella miniserie televisiva L'ombra dello scorpione, tratta dall'omonimo romanzo di Stephen King. 

## Filmografia

### Cinema
- Tucker - Un uomo e il suo sogno (Tucker: The Man and His Dream), regia di Francis Ford Coppola (1988)
- Solar Crisis, regia di Richard C. Sarafian (1990)
- Omicidio nel vuoto (Drop Zone), regia di John Badham (1994)
- In the Living Years, regia di John Harwood (1994)
- Quando gli elefanti volavano (Operation Dumbo Drop), regia di Simon Wincer (1995)
- La leggenda del lupo bianco (White Wolves II: Legend of the Wild), regia di Terence H. Winkless (1995)
- Conflitti di famiglia (The War at Home), regia di Emilio Estevez (1996)
- Desert Moon, regia di Kevin Dowling (1996)
- Goodbye America, regia di Thierry Notz (1997)
- Adam si sposa (The First to Go), regia di John L. Jacobs (1997)
- Legacy, regia di T.J. Scott (1998)
- The Process, regia di Ernie Reyes Jr. (1998)
- Foreign Correspondents, regia di Mark Tapio Kines (1999)
- Shadow Hours, regia di Isaac H. Eaton (2000)
- Killer Bud, regia di Karl T. Hirsch (2001)
- Free, regia di Andrew Avery (2001)
- Un killer per Lucinda (Brother's Keeper), regia di John Badham (2002)
- Shark Invasion (Raging Sharks), regia di Danny Lerner (2005)
- Parzania, regia di Rahul Dholakia (2005)
- Nice Guys, regia di Joe Eckardt (2006)
- Hidden Secrets, regia di Carey Scott (2006)
- Chicago Massacre: Richard Speck, regia di Michael Feifer (2007)
- The American Standards, regia di Joe Wehinger (2008)
- Bundy (Bundy: An American Icon), regia di Michael Feifer (2008)
- Quality Time, regia di Chris LaMont (2008)
- The Boston Strangler (Boston Strangler: The Untold Story), regia di Michael Feifer (2008)
- Cop Dog - Il mio cane è un fantasma (Marlowe), regia di John Murlowski (2008)
- Shattered!, regia di Joseph Rassulo (2008)
- A Letter to Dad, regia di Johnny Remo (2009)
- Robodoc, regia di Stephen Maddocks (2009)
- Besties, regia di Rebecca Perry Cutter (2012)
- Nuclear Family, regia di Kyle Rankin (2012)
- Jurassic Attack, regia di Anthony Fankhauser (2013)
- Dragon Apocalypse, regia di Kevin O'Neill (2013)
- Extinction: Patient Zero, regia di Joe Eckardt (2014)
- Drone Wars, regia di Jack Perez (2016)
- Presumed, regia di Danny J. Boyle (2016)

### Televisione
- L'ultimo cavaliere elettrico (Sidekicks) – serie TV, episodio 1x13 (1987)
- Webster – serie TV, 6 episodi (1987-1988)
- Steven, 7 anni: rapito (I Know My First Name Is Steven), regia di Larry Elikann – miniserie TV (1989)
- Medico alle Hawaii (Island Son) – serie TV, episodio 1x08 (1989)
- Parker Lewis – serie TV, 73 episodi (1990-1993)
- Baci, pupe e rock'n'roll (For the Very First Time), regia di Michael Zinberg – film TV (1991)
- Mio figlio è un assassino (My Son Johnny), regia di Peter Levin (1991)
- Oltre la morte (The Lifeforce Experiment), regia di Piers Haggard – film TV (1994)
- L'ombra dello scorpione (The Stand), regia di Mick Garris – miniserie TV (1994)
- I racconti della cripta (Tales from the Crypt) – serie TV, episodio 6x03 (1994)
- NYPD - New York Police Department (NYPD Blue) – serie TV, episodio 3x05 (1995)
- Un'estate di paura (Summer of Fear), regia di Mike Robe – film TV (1996)
- Beverly Hills 90210 (Beverly Hills, 90210) – serie TV, episodi 7x28-7x29-7x30 (1997)
- Amiche nella verità (Silencing Mary), regia di Craig R. Baxley – film TV (1998)
- Blade Squad, regia di Ralph Hemecker – film TV (1998)
- L.A. Doctors – serie TV, episodio 1x17 (1999)
- Blackout, regia di James Keach (2001)
- Smallville – serie TV, episodio 1x14 (2002)
- Stargate SG-1 – serie TV, 26 episodi (2002-2004)
- CSI: NY – serie TV, episodio 1x10 (2004)
- McBride: Omicidio dopo mezzanotte (McBride: Murder Past Midnight), regia di Kevin Connor – film TV (2005)
- MosquitoMan - Una nuova razza di predatori (Mansquito), regia di Tibor Takács – film TV (2005)
- S.S. Doomtrooper, regia di David Flores – film TV (2006)
- Three Moons Over Milford – serie TV, episodio 1x06 (2006)
- NCIS - Unità anticrimine (NCIS: Naval Criminal Investigative Service) – serie TV, episodio 4x17 (2007)
- Ghost Whisperer - Presenze (Ghost Whisperer) – serie TV, episodi 3x15-3x17-3x18 (2008)
- Troglodyte, regia di Paul Ziller – film TV (2008)
- CSI: Miami – serie TV, episodio 7x10 (2008)
- Star-ving – serie TV, 12 episodi (2009)
- House of Bones, regia di Jeffery Scott Lando – film TV (2010)
- Supernatural – serie TV, 4 episodi (2010)
- Sand Sharks, regia di Mark Atkins – film TV (2012)
- Dragon Wasps, regia di Joe Knee – film TV (2012)
- NCIS: Los Angeles – serie TV, episodio 4x13 (2013)
- This Magic Moment, regia di David S. Cass Sr. – film TV (2013)
- Robocroc, regia di Arthur Sinclair – film TV (2013)
- Star Trek: Renegades, regia di Tim Russ - webmovie (2015)
- Kirby Buckets – serie TV, episodio 2x06 (2015)
- Lake Placid vs. Anaconda, regia di A.B. Stone – film TV (2015)
- Incubo in paradiso (Deadly Excursion), regia di Brian Skiba – film TV (2019)
- Terrore in paradiso (Deadly excursion: Kidnapped from the Beach) - film TV (2021)

## Doppiatori italiani
Nelle versioni in italiano delle opere in cui ha recitato, Corin Nemec è stato doppiato da:
- Fabio Boccanera in Steven, 7 anni: rapito, Omicidio nel vuoto
- Simone Mori in L'ombra dello scorpione, CSI: NY
- Alessio Cigliano in Incubo in paradiso, Terrore in paradiso
- Francesco Venditti in Tucker - Un uomo e il suo sogno
- Fabrizio Manfredi in Parker Lewis
- Giorgio Borghetti in Mio figlio è un assassino
- Maurizio Reti in Oltre la morte
- Christian Iansante in Goodbye America
- Loris Loddi in Smallville
- Massimo De Ambrosis in Stargate SG-1
- Alberto Bognanni in Shark Invasion
- Roberto Certomà in NCIS - Unità anticrimine
- Massimiliano Manfredi in Ghost Whisperer - Presenze
- Roberto Stocchi in CSI: Miami
- Stefano Valli in Robocroc
- Fabrizio Russotto in Supernatural
- Alberto Caneva in NCIS: Los Angeles